# Cincinnati Ballet
Il Cincinnati Ballet è una compagnia di danza professionale fondata nel 1958 a Cincinnati, Ohio, Stati Uniti e ha dato il suo primo spettacolo nel 1964. L'attuale direttore artistico è Victoria Morgan.

## Fondazione
L'organizzazione dei fondatori Nancy Bauer, Virginia Garrett, e Myrl Laurence prima noleggiarono la compagnia col nome di "Cincinnati Civic Ballet" nel 1958. Poi, nel 1962, sette insegnanti di danza nella zona di Cincinnati, tra cui Anneliese von Oettingen, Shirley Telaio Elmore, Mac Vestal si riunirono per formare ufficialmente la compagnia. Le prime audizioni ufficiali furono nel 1963 al YMCA i cui 41 ballerini furono scelti tra i 200 aspiranti all'audizione. Lo spettacolo di debutto ebbe luogo presso il Wilson Auditorium dell'Università di Cincinnati nel 1964 e 1965. Il primo spettacolo comprendeva un balletto originale del coreografo ospite Joseph Levinoff, il Concerto di Chopin per pianoforte in fa minore. Il repertorio era costituito da balletti coreografati o messi in scena da Oleg Sabline, Tania Karina, William Dollar, e John Taras
Oleg Sabline, un ballerino formatosi in Europa la cui carriera lo aveva portato in Europa e negli Stati Uniti, fu nominato direttore per le prime esibizioni. Originariamente era venuto a Cincinnati per insegnare danza classica e mettere in scena i classici presso l'Università di Cincinnati – College-Conservatory of Music (CCM).

## Storia degli inizi
Nel 1966 la direzione passò a David McLain. Diresse anche la Divisione Danza del CCM. La CCM diede alla giovane azienda il vantaggio di uno spazio per lo studio e le prove destinato alle classi, l'accesso a studenti di talento, e l'uso dell'Auditorium Wilson per gli spettacoli. I ballerini della compagnia dovettero anche pagare una tassa di $ 10,00 all'anno per far parte della società! Quando l'organizzazione diventò troppo grande per il profilo di una società civile non professionale, la società fu rinominata "Cincinnati Ballet Company" nel 1968 ed guadagnò Carmon DeLeone come direttore musicale.
Nel 1970, fu raggiunto lo status professionale quando furono assunti dieci ballerini dipendenti. Il docente della CCM James Truitte cominciò a formare ballerini nella tecnica contemporanea creata dal coreografo americano Lester Horton. Mentre i ballerini della compagnia diventavano abili nella tecnica Horton, cominciarono ad eseguire le coreografie di Horton. Di conseguenza, il Cincinnati Ballet Company guadagnò il riconoscimento nazionale per mantenere vivo questo storico lavoro.
Tuttavia, verso la metà degli anni 1970, la CBC era ancora prima di tutto una compagnia di balletto con opere classiche del repertorio, tra cui Les Patineurs, Pas de Quatre e variazioni da La bella addormentata, insieme a due balletti di George Balanchine, Concerto Barocco e Serenade. Le esibizioni avevano luogo presso il Teatro Taft e furono fatti dei tour in Ohio, Porto Rico, Isole Vergini e al Festival di danza di New York nel 1975.
Lo Schiaccianoci fu eseguito per la prima volta nel 1974 al Music Hall. I ristoranti di Frisch di Cincinnati sponsorizzarono le prestazioni e continuarono a farlo. Oggi Frisch presenta: Lo Schiaccianoci è una tradizione di Cincinnati.
Lo Schiaccianoci fu coreografato da Moscelyne Larkin, Roman Jasinski e Frederic Franklin. Ciò portò alla lunga permanenza di Franklin come coreografo residente e il periodo della sua posizione di direttore ad interim.
A partire dal 1978 le prestazioni regolari di repertorio si svolsero anche a Music Hall, e il programma fu ampliato da tre serie a cinque dal 1980. Il nome della compagnia fu ridotto a "Cincinnati Ballet", e nel 1983 un accordo Sister City iniziò con New Orleans per aumentare ulteriormente le opportunità di rappresentare spettacoli.
McLain morì nel 1984 e Frederic Franklin divenne direttore ad interim. Un direttore artistico permanente, Ivan Nagy, fu nominato nel 1986. L'azienda si trasferì fuori dalla CCM, anche se era ancora designata come la scuola ufficiale. Era intenzione di Nagy avere il Cincinnati Ballet autonomo, come una società di professionisti. La compagnia continuò ad esibirsi al Music Hall, ma le prove erano ora nel Palazzo Emery. Nativo ungherese che aveva ballato in tutto il mondo, Nagy conosceva molti ballerini stranieri e portò un certo numero di loro a Cincinnati. L'arrivo di ballerini di grande esperienza cominciò ad elevare la compagnia ad un nuovo standard di prestazioni. L'azienda si espanse per includere cinque ballerini principali, nove solisti e ventitré membri del corpo di ballo. Si unì alla Gilda americana dei musicisti e aggiunse il Dipartimento Danza SCPA, insieme con la Divisione Danza per Bambini della CCM, come istituzioni "alimentatrici" per fornire apprendisti e artisti minori.
Un nuovo Schiaccianoci, coreografia di Ben Stevenson dello Houston Ballet, venne anche eseguito ogni anno a Knoxville, come parte di un altro accordo Sister City. Il repertorio includeva La Sylphide completa e Quattro Temperamenti di Balanchine, così come brani di coreografi contemporanei come Andre Prokovsky, Mauricio Wainrot, e Ronald Hynd.
Nagy lasciò nel 1989 e furono alternati in rapida successione tre direttori artistici. Richard Collins fu il primo. Un ballerino addestrato in Inghilterra e una promessa come direttore, rimase ucciso in un incidente stradale. Nigel Burgoine gli successe nel 1992 e Peter Anastos nel 1994. Durante i suoi due anni a Cincinnati, Anastos ha creato il balletto di grande successo di Peter Pan con le musiche originali di DeLeone. Il balletto (ora con la coreografia 2001 di Septime Webre) è stata eseguita l'ultima volta nel 2009, segnando anche il 40º anniversario di DeLeone con il Cincinnati Ballet.

## Storia successiva
Attraverso la Fondazione Kaplan e la Fondazione Budig, fu costruita per la compagnia una nuova sede permanente. Il Centro Cincinnati Ballet su Parkway centrale a Liberty Street aprì nel 1994. L'Accademia Otto M. Budig del Cincinnati Ballet fu lanciata nel 1996. Gli uffici, gli studi di danza, una scuola di formazione, un guardaroba di stoccaggio costumi e lo spazio per le prove erano tutti nello stesso complesso. L'intimo Performance Studio Mickey Jarson Kaplan fu aggiunto nel 2005.
Il Centro per le Arti Aronoff divenne la sede permanente per le serie di repertorio degli spettacoli e una serie di balletti furono acquisiti. I balletti "Americani", come Rodeo di Agnes de Mille e moderni pezzi di danza di Paul Taylor sfidavano i ballerini e incuriosivano il pubblico. Nel 1996, il balletto a lunghezza intera Jewels di Balanchine, fu eseguito dalla compagnia. Altri coreografi contemporanei furono Kirk Peterson, Kathryn Posin, Stanton Welch e Val Caniparoli, Trey McIntyre oltre a Nigel Burgoine e Victoria Morgan, che fu nominato direttore artistico nel 1997.
Direttore artistico e CEO, la Morgan, la cui permanenza continua in questo momento, onorò la tradizione del Cincinnati Ballet di fare non solo le nuove opere, ma anche mantenere vivo il repertorio storico. Un esempio fu il tributo a Frederic Franklin ed al Ballet Russe de Monte Carlo nel 2002. I balletti presentati furono Devil's Holiday di Frederick Ashton, più il terzo movimento della Settima Sinfonia di Ludwig van Beethoven e Gaîte Parisienne, coreografia di Léonide Massine.
Franklin rimontò i due movimenti superstiti dalla Settima Sinfonia due stagioni dopo, aiutato dalla Maestra Principale del Cincinnati Ballet e dalla ex ballerina solista del balletto di Cincinnati Johanna Bernstein Wilt, che studiò e ricreò tutti e tre i movimenti della Settima Sinfonia dal film originale in 16 mm con la supervisione di Franklin.
Degne di nota furono tre collaborazioni tra il Cincinnati Ballet e il BalletMet Columbus. Insieme, le aziende hanno presentato Jewels di Balanchine (2003), Stars and Stripes (2006) e una produzione a lunghezza intera del balletto Il lago dei cigni (2009).
Nel 2008 Devon Carney, ex primo ballerino e del maestro di ballo con il Boston Ballet, fu nominato Direttore Artistico Associato. Oltre a fornire la propria coreografia per nove pezzi, Carney la rimontò e aggiunse coreografia fresca ai classici del balletto a lunghezza intera come Giselle, La Bella Addormentata e Il lago dei cigni allora e durante i suoi cinque anni precedenti come maestro capo del balletto.
Durante la stagione 2007-2008, Morgan negoziò una partnership da eseguire con il Balletto Suzanne Farrell, che portò alla presentazione di un programma congiunto sia all'Aronoff Center che al Kennedy Center di Washington, nel 2008.
La stagione 2013-2014 segnò il 50º anniversario del Cincinnati Ballet. Nel maggio del 2014, come parte della celebrazione del 50º anniversario del Cincinnati Ballet, si esibiranno presso il prestigioso Teatro Joyce di New York City.

## Esecutori
Il Cincinnati Ballet è composto da ballerini provenienti da ogni parte degli Stati Uniti e del mondo. Sono un gruppo di artisti versatili che si accostano sia ai ruoli tradizionali che contemporanei con un tocco individuale e una tecnica sensazionale. Si sono ormai esibiti presso il Centro Aronoff per oltre un decennio e continuano a girare in città lontane americane, tra cui Anchorage, l'Alaska e anche in Europa.

## Ballerini degni di nota – dai primi anni, fino ai tempi attuali
- Colleen Geisting
- Karl Lindholm
- Patrick Hinson
- Richard Early
- Peggy Lyman
- Cynthia Ann Roses
- Kimberly Smiley
- Donna Grisez-Weber
- Roman Jasinski
- Sara Nieto

- Melissa Hale
- Patricia Rozow
- Christina Foisie
- Debra Kelly
- Patricia Kelly
- Barbara McFarlane
- Michael Sharp
- Thomas Morris
- Ian Barrett
- Kevin Ward

- Charles Flachs
- Suzette Boyer
- Philip Rosemond
- Meridith Benson
- Claudia Rudolf
- Rebecca Rodriguez
- Trinidad Vives
- Marcello Angelini
- Victoria Hall
- Darren Anderson

- Daniela Buson
- René Micheo
- Karyn Lee Connell
- Alexei Kremnev
- Anna Reznik
- Kristi Capps
- Cervilio Amador
- Anthony Krutzkamp
- Stephanie Crank
- Janessa Touchet
- Adiarys Almeida

- Joseph Gatti e Dmitri Trubchanov
- Karen Kuertz Travis
- Jane Wagner Green

### Ballerini attuali
As of March 2014:

#### Ballerini Principali
- Cervilio Miguel Amador[2]
- Sarah Hairston[2]
- Janessa Touchet[2]
- Rafael Quenedit Castro[2]

#### Solisti Senior
- Rodrigo Almarales
- Gema Diaz
- Liang Fu
- Zack Grubbs
- Patric Palkens

#### Solisti
- Romel Frometa
- Courtney Connor Jones
- Maizyalet Velázquez

#### Corpo di ballo
- Danielle Bausinger[2]
- Joshua Bodden
- Julio Concepcion
- James Cunningham
- Jacqueline Damico
- Selahattin Erkan[2]
- James Gilmer
- Courtney Hellebuyck
- Samuel Jones
- Sirui Liu
- Abigail Morwood
- Grace Reeves

#### Ballerino Nuovo
- Christopher Lingner

#### Apprendista
- Ana Gallardo

#### CBII: Cincinnati Ballet Seconda Compagnia
- Samantha Nagy-Chow
- Milena Garcia
- Justin Hughes
- Daniel Powers
- Khris Santos
- Hannah Strauch

#### Tirocinanti
- Kelsey Bevington
- Perry Bevington
- Mackenzie Dessens
- James Ferguson
- Kevin Hamilton
- Naomi Hergott
- Madison Holschuh
- Katherin Sawicki
- Daniel Wagner